# Le Vieux
Le Vieux est une nouvelle de Guy de Maupassant, parue en 1884.
La nouvelle raconte les tracas d'un couple de paysans pour respecter la loi qui interdit l'inhumation moins de vingt-quatre heures après le décès et l'agonie du père qui met trop longtemps à mourir.  

## Historique
Le Vieux est initialement publiée dans la revue Le Gaulois du 6 janvier 1884, dans le recueil Contes du jour et de la nuit en 1885, puis dans le recueil « Aux champs, et autres nouvelles ».

## Résumé
Le couple de paysans  est devant le grabat où est en train de mourir le vieux. Le curé vient de dire qu’il ne passera pas la nuit. L’homme se demande s’il doit veiller sur son beau-père ou aller aux champs. Sa femme lui conseille d’aller travailler, puisque l’enterrement aura lieu samedi. Puis, ils se ravisent : il y a meilleur temps d’aller prévenir tout le voisinage de la mort du vieux ; cela fera gagner du temps demain.
L’homme part faire la tournée et la femme prépare à manger pour les visiteurs qui viendront samedi. 
Le lendemain, le vieux n’est pas mort, « il gargouille toujours. »  C’est gênant, car il va falloir antidater la date de décès si on veut l’enterrer samedi. Heureusement, le maire et l’officier de santé sont d’accord pour signer les documents.
Le samedi, le vieux n’est toujours pas mort, et les invités vont arriver pour l’enterrement : « C’est-i contrariant, tout d’même. » Les voisins sont déçus, mais cela ne leur coupe pas l’appétit. Les douillons de Mme Chicot partent tous, ainsi que le cidre. Enfin, la bonne nouvelle arrive, le vieux a passé, mais on ne pourra l’enterrer que lundi. Il va falloir recuire des douillons.

## Éditions
- Le Vieux, dans Maupassant, Contes et Nouvelles, tome I, texte établi et annoté par Louis Forestier, éditions Gallimard, Bibliothèque de la Pléiade, 1974  (ISBN 978 2 07 010805 3).
- Le Vieux, dans Maupassant, Contes du jour et de la nuit, 1885, Marpon-Flammarion.